# James Francis Reilly
James Francis Reilly (*18. března 1954 v Mountain Home Air Force Base, stát Idaho) je americký geolog a kosmonaut. Ve vesmíru byl třikrát. V roce 2018 byl jmenován ředitelem vládní agentury United States Geological Survey.

## Život

### Studium a zaměstnání
Absolvoval střední školu Lake Highands High School v městě Dallas, po jejím ukončení v roce 1972 pokračoval ve studiu na texaské univerzitě University of Texas v Dallasu. Studium ukončil v roce 1981, doktorát zde získal v roce 1995.
V letech 1977 až 1978 se zúčastnil vědecké expedice v Západní Antarktidě, pak pracoval jako geolog u dvou společností v Dallasu.
V roce 1996 se zapojil do výcviku budoucích kosmonautů v Houstonu, o rok později byl členem jednotky kosmonautů v NASA. Zůstal zde do roku 2008. Poté odešel řídit společnost Photo Stencil Corp. v Colorado Springs.
Oženil se, jeho manželkou se stala Jo Ann, rozená Strangeová.
V lednu 2018 jej americký prezident Donald Trump navrhl na post ředitele U.S. Geological Survey. Funkce se ujal po schválení Senátem v dubnu 2018.

### Lety do vesmíru
Na oběžnou dráhu se v raketoplánu dostal třikrát ve funkci letový specialista, pracoval na orbitálních stanicích Mir i ISS, strávil ve vesmíru 35 dní, 10 hodin a 34 minut. Byl 371 člověkem ve vesmíru. Absolvoval pět výstupů do volného vesmíru (EVA), kde strávil v úhrnu 30 hodin a 43 minut.
- STS-89 Endeavour (23. ledna 1998 – 31. ledna 1998)
- STS-104 Atlantis (12. července 2001 – 25. července 2001)
- STS-117 Atlantis (8. června 2007 – 22. června 2007)